# Курт Беренс
Курт Едвард Беренс (1884—1928) је бивши немачки репрезентативац у скоковима у воду, двоструки освајач олимпијских медаља.

## Спортски резултати
Учествовао је на Летњим олимпијским играма 1908. у Лондону у дисциплини скокова са даске освојивши сребрну медаљу.. Четири године касније на Олимпијским играма 1912. у Стокхолму у истој дисциплини био је трећи.
ЛОИ 1908.
| Дисциплина | Резултати | Резултати | Резултати  | Резултати  | Резултати | Резултати | Детаљи |
| Дисциплина | 1. коло   | Место     | Полуфинале | Место      | Финале    | Пласман   | Детаљи |
| ---------- | --------- | --------- | ---------- | ---------- | --------- | --------- | ------ |
| Даска      | 83,60     | 1 у гр. 3 | 83,00      | 1, у пф. 1 | 85,30     |           |        |

ЛОИ 1912.
| Дисциплина        | Ниво        | Резултати        | Резултати        | Резултати        | Резултати        | Резултати        | Резултати        | Резултати        | Резултати        | Резултати        | Резултати        | Просек бод.      | место    | Детаљи |
| Дисциплина        | Ниво        | 1. скок          | Место            | 2. скок          | Место            | 3. скок          | Место            | 4. скок          | Место            | 5. скок          | Место            | Просек бод.      | место    | Детаљи |
| Даска             | Квал.       | 74,95            | 1                | 80,35            | 1                | 80,85            | 2                | 83,30            | 1                | 81,25            | 1                | 80,14            | 1        |        |
| ----------------- | ----------- | ---------------- | ---------------- | ---------------- | ---------------- | ---------------- | ---------------- | ---------------- | ---------------- | ---------------- | ---------------- | ---------------- | -------- | ------ |
| Даска             | Финале      | 77.90            | 3                | 74,05            | 5                | 74,00            | 5                | 76,00            | 5                | 66,70            | 4                | 73,73            |          |        |
| Торањ             | Квал. гр. 1 | 55,60            | 8                | 54,30            | 7                | 61,50            | 5                | 60,50            | 8                | 59,85            | 5                | 58,35            | 8        |        |
| Торањ             | Финале      | Није се пласирао | Није се пласирао | Није се пласирао | Није се пласирао | Није се пласирао | Није се пласирао | Није се пласирао | Није се пласирао | Није се пласирао | Није се пласирао | Није се пласирао | 16 од 23 |        |
| Уметнички скокови | Квал. гр. 3 | 36.0             | 7                | 33,0             | 7                | 34,0             | =5               | 38,0             | =5               | 34,5             | 7                | 35,1             | 7        |        |
| Уметнички скокови | Финале      | Није се пласирао | Није се пласирао | Није се пласирао | Није се пласирао | Није се пласирао | Није се пласирао | Није се пласирао | Није се пласирао | Није се пласирао | Није се пласирао | Није се пласирао | 17 од 31 |        |

 Знак једнакости = код појединачног пласмана значи да је делио место